# (15670) 1975 SO1
(15670) 1975 SO1 est un astéroïde de la ceinture principale découvert en 1975.

## Description
(15670) 1975 SO1 a été découvert le 30 septembre 1975 à l'observatoire Palomar, situé au nord de San Diego en Californie, par Schelte J. Bus.

### Caractéristiques orbitales
L'orbite de cet astéroïde est caractérisée par un demi-grand axe de 3,1 UA, un périhélie de 2,88 UA, une excentricité de 0,04 et une inclinaison de 2,39° par rapport à l'écliptique. Du fait de ces caractéristiques, à savoir un demi-grand axe compris entre 2 et 3,2 UA et un périhélie supérieur à 1,666 UA, il est classé, selon la JPL Small-Body Database, comme objet de la ceinture principale.

### Caractéristiques physiques
(15670) 1975 SO1 a une magnitude absolue (H) de 13,8 et un albédo estimé à 0,410.